# Miroslav Ivanov
Miroslav Ivanov (* 10. April 1929 in Josefstadt, Tschechoslowakei; † 23. Dezember 1999 in Prag) war ein tschechischer Literaturhistoriker und Publizist.
Ivanovs zeit- und kulturhistorischen Publikationen wurden in zehn Sprachen übersetzt, zu deren Ausgaben nur die in deutscher Sprache bekannt sind. Zu seinen erfolgreichsten Büchern gehört die Darstellung des Attentat auf den Reichsprotektor des Protektorat Böhmen und Mähren Reinhard Heydrich im Jahr 1942, eine wertvolle Informationsquelle. Sein Schaffen soll 37 Werke, gedruckt in 1,5 Millionen Exemplaren umfassen.

## Publikationen
- Lenin und Prag. 2. Auflage. Orbis, Prag 1970, DNB 750323019. (enthält Details aus dem Leben des Wladimir Iljitsch Lenin)
- Der Mord an Wenzel, dem böhmischen Fürsten, zu dem es angeblich an dem Hofe seines Bruders Boleslav am Montag nach dem Namenstag der Heiligen Kosmas und Damianus gekommen ist. 1. Auflage. Union Verlag, Berlin 1984, DNB 850198348
- Atentat na Reinharda Heydrich. tschechische Originalausgabe. 1. Auflage. Panorama, Prag 1979. Auf Deutsch als:
- Der Henker von Prag – Das Attentat auf Heydrich. edition q Verlag, Berlin 1993, ISBN 3-86124-149-8.
- Dvorak in Amerika. edition q Verlag, Berlin 1998, ISBN 3-86124-321-0.